# Großsteingrab Weerdinge
Das Großsteingrab Weerdinge war eine megalithische Grabanlage der jungsteinzeitlichen Westgruppe der Trichterbecherkultur bei Weerdinge, einem Ortsteil von Emmen in der niederländischen Provinz Drenthe. Es wurde 1837 untersucht und später völlig zerstört. Weitere Untersuchungen seiner Überreste fanden 1925 und 1993 statt. Es trägt die Van-Giffen-Nummer D37a.

## Lage
Das Grab befand sich westlich von Weerdinge im Valtherbos, einem Waldstück zwischen Valthe, Weerdinge und Emmen. In diesem Waldstück gibt es eine große Zahl von Grabhügeln. In der näheren Umgebung liegen zahlreiche weitere Großsteingräber: 1 km südlich befinden sich die drei noch erhaltenen Großsteingräber bei Emmerveld (D38–D40), 2,2 km südlich das Großsteingrab Emmen-Noord (D41), 2,8 km südsüdwestlich das Großsteingrab Westenesch-Noord (D42), 2,9 km südlich das Großsteingrab Emmen-Schimmeres (D43), 2 km nordnordwestlich das Großsteingrab Valte-Zuidwest (D35), 2,3 km nordnordwestlich die beiden Großsteingräber bei Valthe-Oost (D36 und D37), 2,8 km nordnordwestlich das Großsteingrab Valthe-West (D34) und 2,9 km nordnordwestlich das zerstörte Großsteingrab Valthe-Valtherveld (D33).

## Forschungsgeschichte
1837 wurde das Grab von J. Kouwens De Sille ausgegraben und später zerstört. Albert Egges van Giffen untersuchte die Reste des Grabes im Jahr 1925. Jan N. Lanting führte 1993 eine weitere Untersuchung durch. Beide Nachgrabungen erbrachten aufgrund des sehr schlechten Erhaltungszustands der Anlage nur wenige Erkenntnisse. Seit 1983 ist der Standort der Anlage ein Nationaldenkmal (Rijksmonument).

## Beschreibung
Die Anlage war bei den Untersuchungen von van Giffen und Lanting bereits so stark zerstört, dass der Grundriss der Grabkammer nicht mehr sicher rekonstruiert werden konnte. Ihre Länge konnte auf etwa 5,5 m bestimmt werden. Sie hat wahrscheinlich nicht mehr als zwei Wandsteinpaare an den Langseiten und je einen Abschlussstein an den Schmalseiten besessen. Der genaue Grabtyp ließ sich nicht ermitteln, es ist auch nicht auszuschließen, dass es sich nicht um ein Großsteingrab, sondern eine Steinkiste gehandelt hat. Die Hügelschüttung des Grabes war nach van Giffens Untersuchung in zwei Phasen aufgeschüttet worden. Nach Lanting hatte sie ursprünglich eine maximale Höhe von 0,6 m.